# Xanthopimpla amon
Xanthopimpla amon är en stekelart som beskrevs av Ian D. Gauld 1984. Xanthopimpla amon ingår i släktet Xanthopimpla och familjen brokparasitsteklar. Inga underarter finns listade i Catalogue of Life.